# Grünhain-Beierfeld
Grünhain-Beierfeld ist eine Stadt im sächsischen Erzgebirgskreis. Sie entstand am 1. Januar 2005 durch die Eingemeindung der Stadt Grünhain in die Gemeinde Beierfeld.

## Geografie
Höchster Punkt des Stadtgebietes ist der Spiegelwald mit 728 m ü. NN.

### Nachbargemeinden
Im Norden grenzen Zwönitz, im Osten Elterlein, im Süden Raschau-Markersbach, im Südwesten Schwarzenberg/Erzgeb. und im Westen Lauter-Bernsbach und Lößnitz an die Stadt.

### Stadtgliederung
Grünhain-Beierfeld gliedert sich in drei Stadtteile:
- Beierfeld
- Grünhain
- Waschleithe

## Geschichte

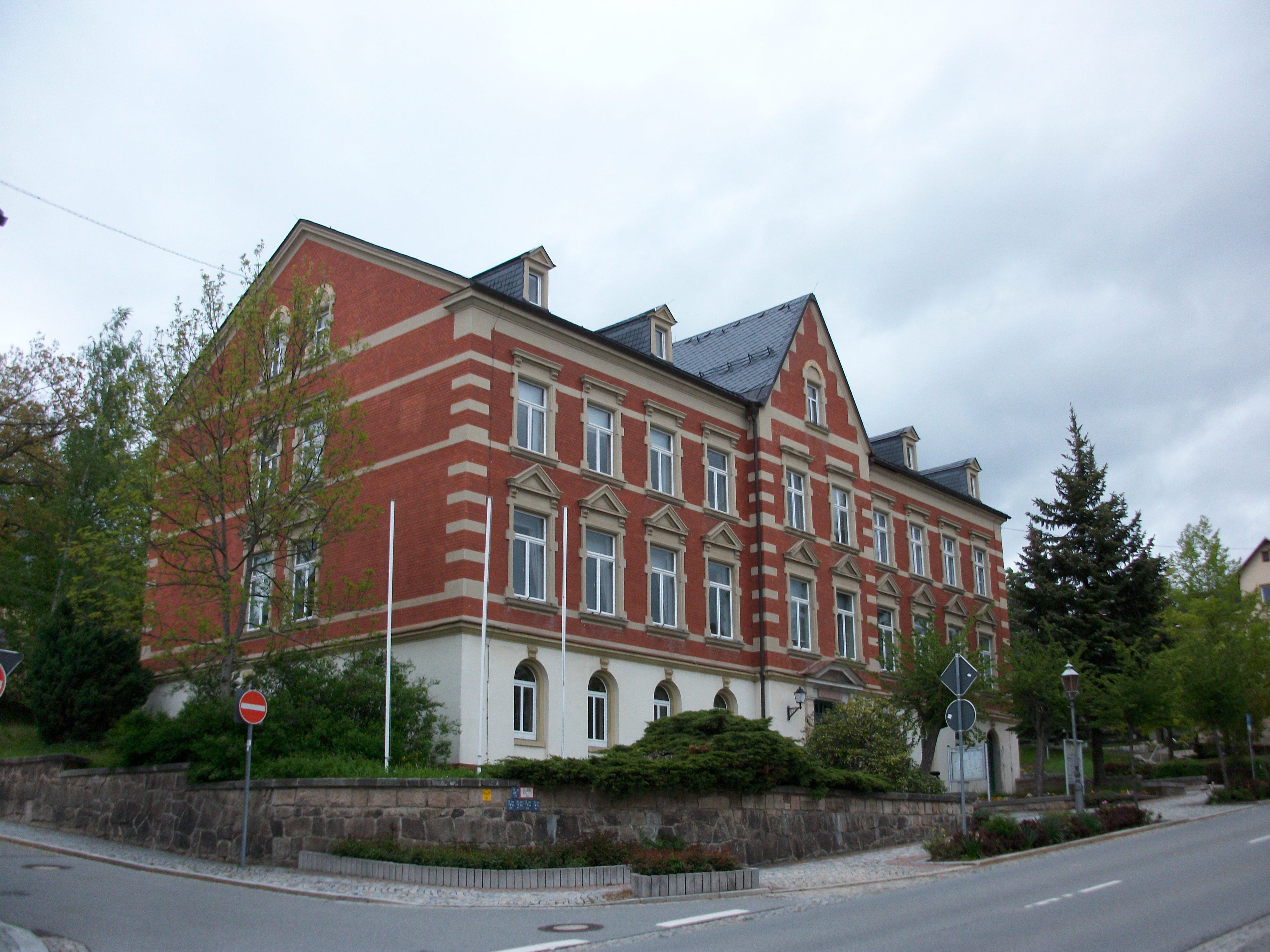
Rathaus Beierfeld (Sitz der Stadtverwaltung Grünhain-Beierfeld)

Die Stadt Grünhain-Beierfeld entstand am 1. Januar 2005 durch die Eingemeindung der bisher selbständigen Stadt Grünhain in die Gemeinde Beierfeld.

### Beierfeld
Die Besiedlung des Gebietes um Beierfeld erfolgte im 12. Jahrhundert. Wie auch viele andere Orte des Erzgebirges ist Beierfeld ein zweireihiges Waldhufendorf. Der Ortsname lässt bayerische Kolonialisten vermuten. 1233 kam Beierfeld mit der Stiftung des Klosters Grünhain durch Meinhard II. von Wirbene zum Klosterbesitz. Damit besaß bis zur Reformation der Grünhainer Abt die Gerichtsbarkeit über den Ort und erhielt Zins- und Fronleistungen.
Mit dem einsetzenden Bergbau begann jedoch der Wandel vom reinen Bauerndorf zur industriell geprägten Gemeinde. Die aufkommende Löffelmacherei im 17. und 18. Jahrhundert sowie der Blechwarenindustrie im 19. Jahrhundert wurden zu den bestimmenden Industriezweigen im Ort. Aus der anfänglich handwerklichen Produktion von Haus- und Küchengeräten entwickelte sich ab Beginn des 20. Jahrhunderts die fabrikmäßige Herstellung in Großbetrieben.

### Grünhain

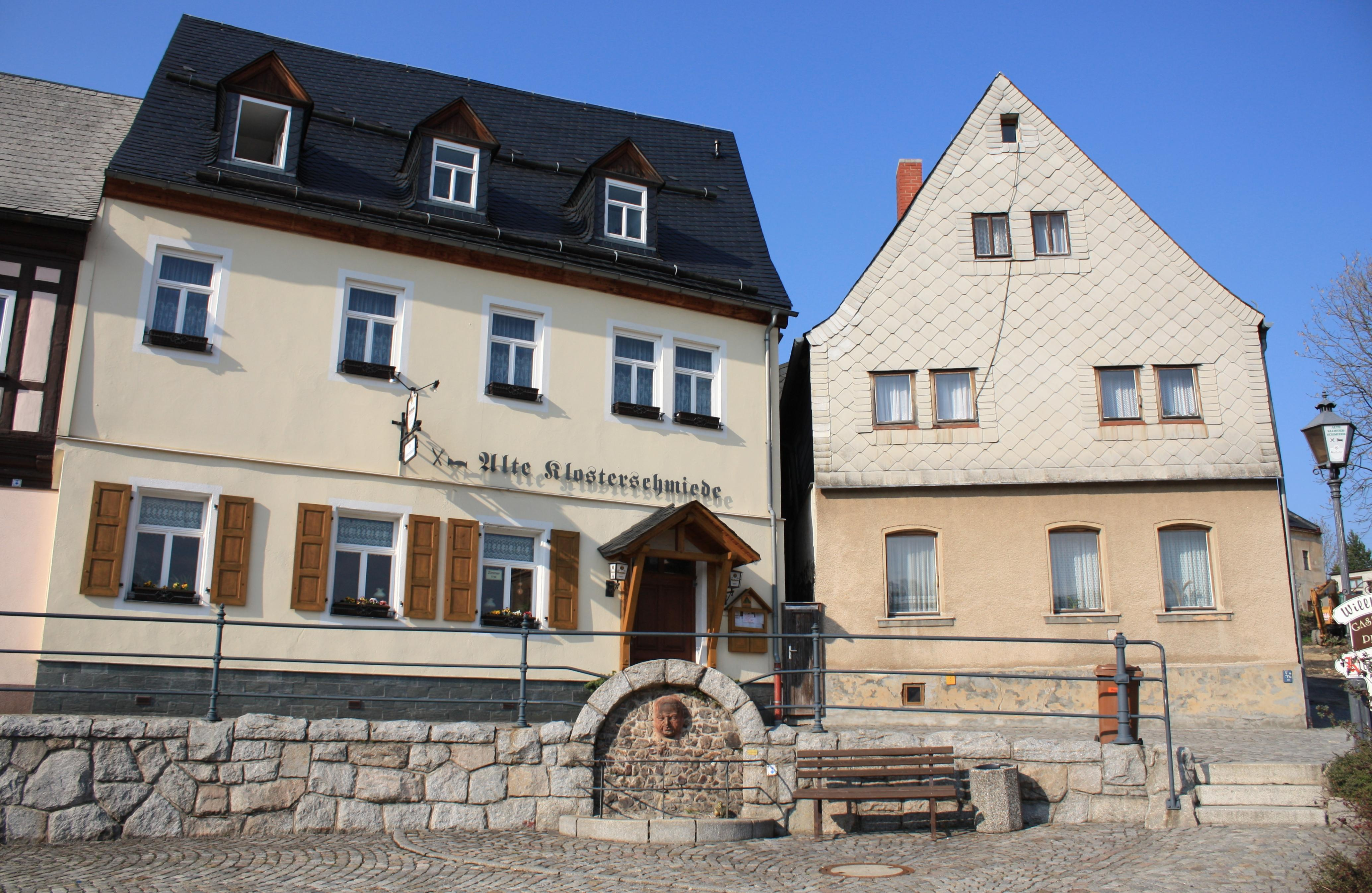
Mönchsbrunnen und Alte Klosterschmiede in Grünhain

Über die Umstände der Erstbesiedlung von Grünhain liegen keine gesicherten Erkenntnisse vor. Sicher ist, dass Gruninhain erstmals 1231/33 urkundlich erwähnt wird. Der Standort an der Salzstraße Halle–Preßnitzer Pass–Böhmen bewog um 1230 Zisterziensermönche dazu, hier ein Kloster (Kloster Grünhain) zu gründen. Bereits 1267 ist Grünhain als oppidum bezeugt. Die Bedeutung Grünhains für das Erzgebirge und darüber hinaus, vor allem in den drei Jahrhunderten vor der Reformation, ist einzig der Existenz des Klosters zu verdanken. 1285 gab Abt Dietrich dem Ort ein Stadtsiegel, das drei grüne Bäume und einen Auerhahn in sich führte. Nach der Auflösung des Klosters wurde Grünhain Sitz des gleichnamigen kursächsischen Amtes, das wiederum mehr als 300 Jahre Bestand hatte.
Nachdem sich die Stadt im Verlaufe der 1990er Jahre immer größeren Schuldenlasten ausgesetzt gesehen hatte, gab sie zum 1. Januar 2005 ihre Eigenständigkeit auf und wurde in die benachbarte Gemeinde Beierfeld eingemeindet. Diese übernahm zugleich das Stadtrecht von Grünhain und änderte ihren Namen in „Stadt Grünhain-Beierfeld“.

### Waschleithe
Waschleithe wird 1528 erstmals urkundlich erwähnt. Bereits im 13. Jahrhundert begann im Oswaldtal, in dem Waschleithe liegt, der Bergbau. Neben Silber, Zinn, Eisen wurde später auch Marmor gewonnen. Der Bergbau wurde so bis 1920 weitergeführt. Aus dem Bergbau leitet sich auch der Ortsname ab, der von einer „Erzwäsche am Hang“ herrührt.

### Eingemeindungen
Am 1. Januar 1999 erfolgte die Eingemeindung von Waschleithe nach Beierfeld.
Am 1. Januar 2005 erfolgte die Eingemeindung der Gemeinde Beierfeld in die Stadt Grünhain und die Umbenennung in Stadt Grünhain-Beierfeld.

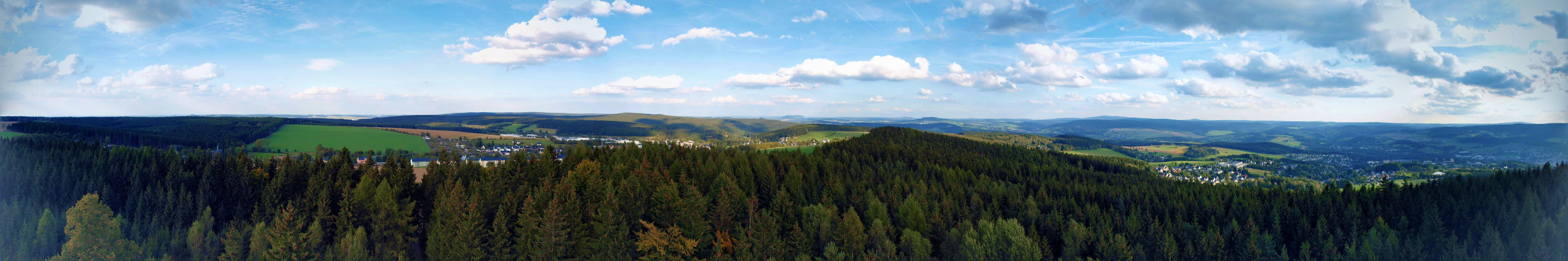
Die Stadtteile Grünhain (links) und Beierfeld (rechts im Vordergrund) vom König-Albert-Turm auf dem Spiegelwald gesehen.

## Politik

### Stadtrat
Seit der Stadtratswahl am 1. September 2024 verteilen sich die 18 Sitze des Stadtrates folgendermaßen auf die einzelnen Gruppierungen:
- BüGS: 6 Sitze
- CDU: 5 Sitze
- FWG: 4 Sitze
- FWE: 2 Sitze
- Linke: 1 Sitz

2024 fand die Stadtratswahl parallel zur Landtagswahl statt, da der Wahltermin im Juni durch Formfehler unmöglich wurde.
| Stadtrat ab 2024Insgesamt 18 Sitze - Linke: 1 - FWE: 2 - FWG: 4 - BüGS: 6 - CDU: 5 | Liste                                             | 2024   | 2024   | 2019   | 2019   | 2014   | 2014   |
| Stadtrat ab 2024Insgesamt 18 Sitze - Linke: 1 - FWE: 2 - FWG: 4 - BüGS: 6 - CDU: 5 | Liste                                             | Sitze  | in %   | Sitze  | in %   | Sitze  | in %   |
| Stadtrat ab 2024Insgesamt 18 Sitze - Linke: 1 - FWE: 2 - FWG: 4 - BüGS: 6 - CDU: 5 | Bürgergemeinschaft Spiegelwald e. V.              | 6      | 30,7   | –      | –      | –      | –      |
| Stadtrat ab 2024Insgesamt 18 Sitze - Linke: 1 - FWE: 2 - FWG: 4 - BüGS: 6 - CDU: 5 | CDU                                               | 5      | 28,8   | 7      | 37,2   | 10     | 51,3   |
| Stadtrat ab 2024Insgesamt 18 Sitze - Linke: 1 - FWE: 2 - FWG: 4 - BüGS: 6 - CDU: 5 | Freie Wählergemeinschaft Grünhain-Beierfeld e. V. | 4      | 23,0   | 10     | 48,8   | 4      | 22,4   |
| Stadtrat ab 2024Insgesamt 18 Sitze - Linke: 1 - FWE: 2 - FWG: 4 - BüGS: 6 - CDU: 5 | Freie Wähler Erzgebirge e. V.                     | 2      | 12,0   | –      | –      | –      | –      |
| Stadtrat ab 2024Insgesamt 18 Sitze - Linke: 1 - FWE: 2 - FWG: 4 - BüGS: 6 - CDU: 5 | Linke                                             | 1      | 5,6    | 1      | 7,3    | 2      | 12,4   |
| Stadtrat ab 2024Insgesamt 18 Sitze - Linke: 1 - FWE: 2 - FWG: 4 - BüGS: 6 - CDU: 5 | SPD                                               | –      | –      | –      | 3,5    | 1      | 5,5    |
| Stadtrat ab 2024Insgesamt 18 Sitze - Linke: 1 - FWE: 2 - FWG: 4 - BüGS: 6 - CDU: 5 | Grüne                                             | –      | –      | –      | 3,1    | –      | –      |
| Stadtrat ab 2024Insgesamt 18 Sitze - Linke: 1 - FWE: 2 - FWG: 4 - BüGS: 6 - CDU: 5 | AfD                                               | –      | –      | –      | –      | 1      | 8,4    |
| Stadtrat ab 2024Insgesamt 18 Sitze - Linke: 1 - FWE: 2 - FWG: 4 - BüGS: 6 - CDU: 5 | Wahlbeteiligung                                   | 71,8 % | 71,8 % | 60,4 % | 60,4 % | 46,8 % | 46,8 % |

### Bürgermeister
Bürgermeister ist seit 2022 Mirko Geißler.
| Wahl        | Bürgermeister  | Vorschlag | Wahlergebnis (in %) |
| ----------- | -------------- | --------- | ------------------- |
| 2022        | Mirko Geißler  | Geißler   | 53,1                |
| 2015        | Joachim Rudler | CDU       | 90,3                |
| 2008        | Joachim Rudler | CDU       | 75,4                |
| Neugründung |                |           |                     |

### Partnerschaften
Grünhain-Beierfeld ist seit 1990 mit der Stadt Scheinfeld im deutschen Bundesland Bayern und seit 2012 mit der Gemeinde Třebívlice in Tschechien partnerschaftlich verbunden.

## Kultur und Sehenswürdigkeiten
- siehe auch: Liste der Kulturdenkmale in Grünhain-Beierfeld

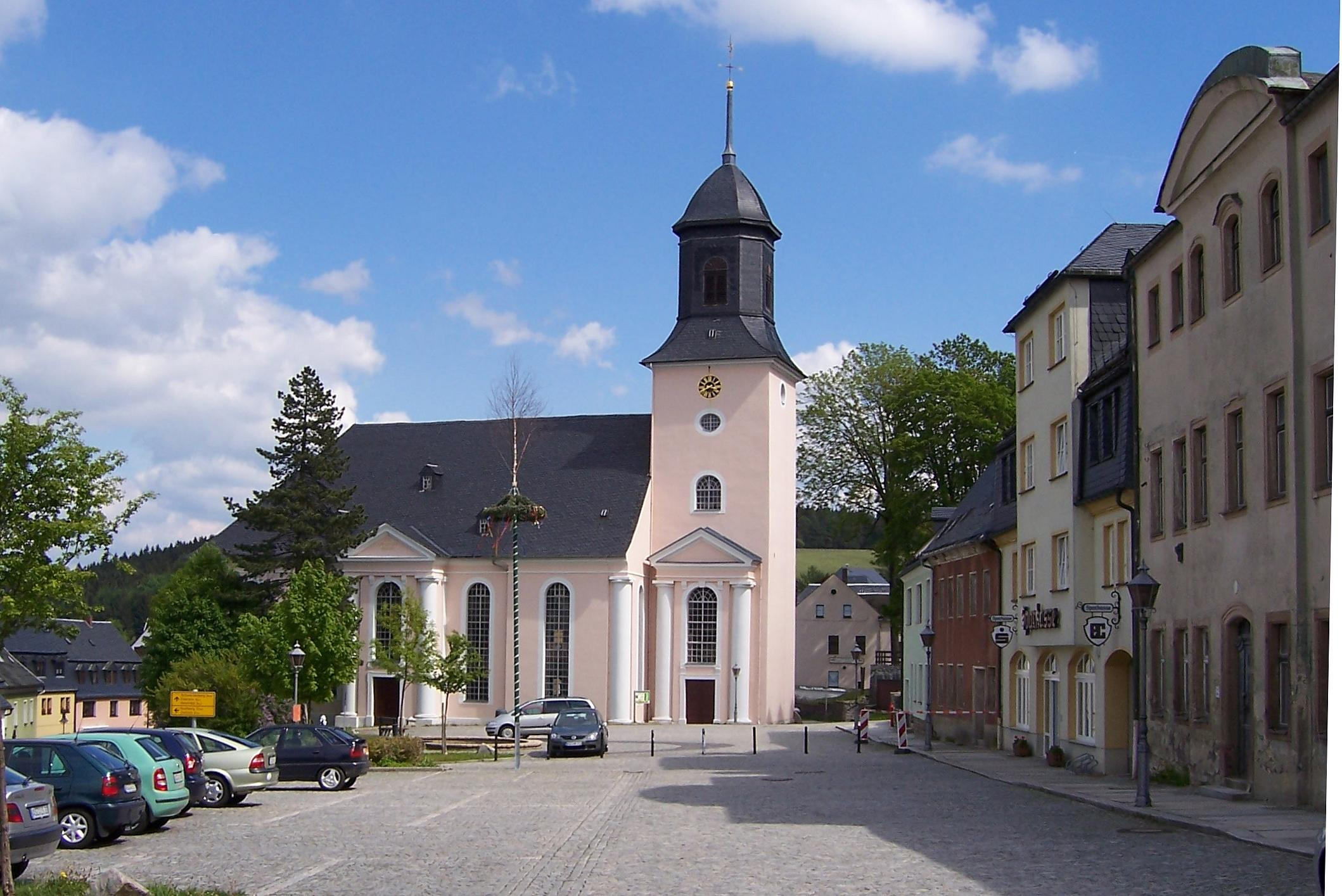
St.-Nicolai-Kirche in Grünhain

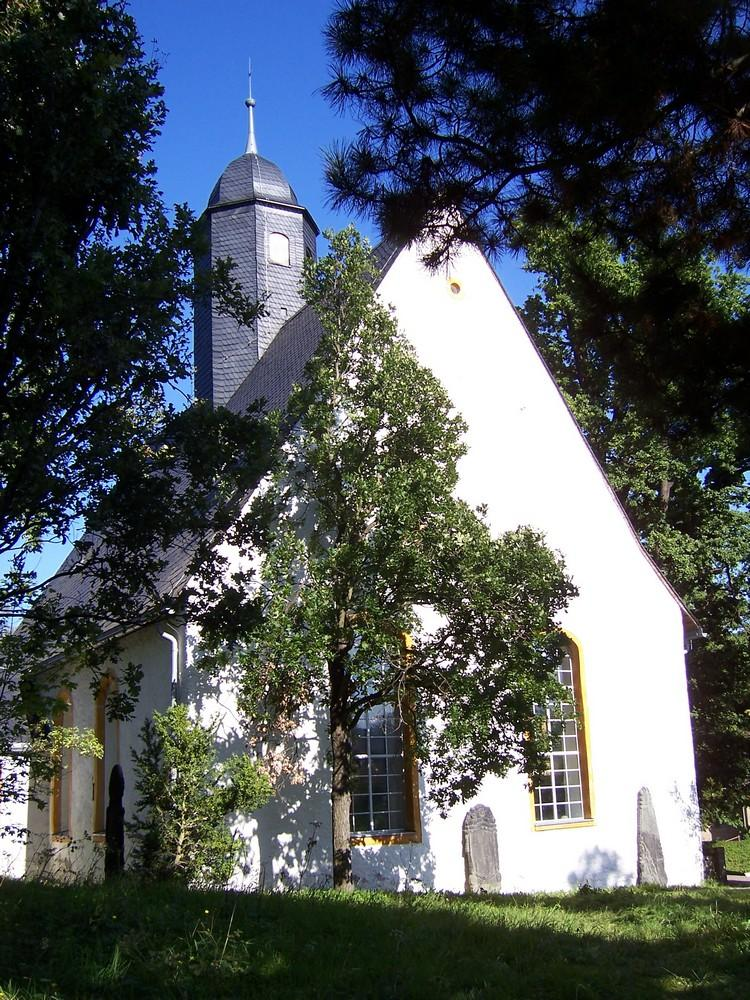
Peter-Pauls-Kirche in Beierfeld

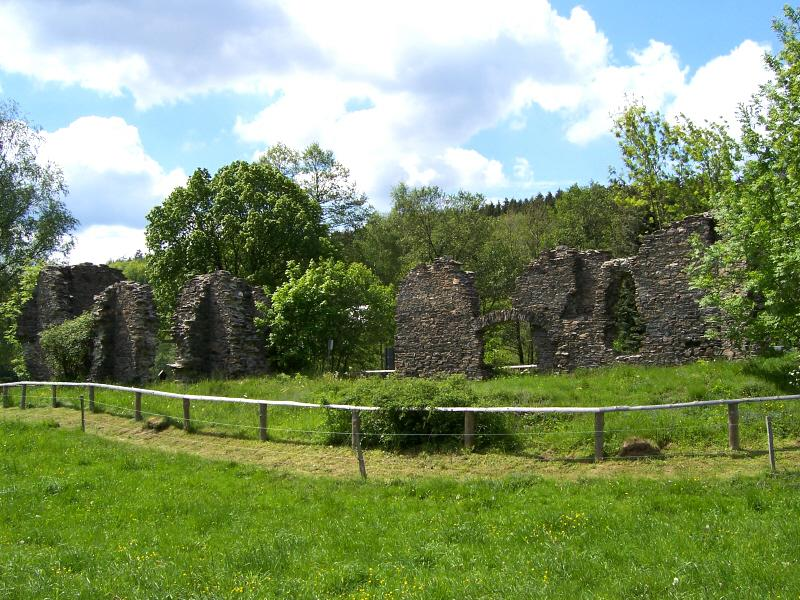
Ruine der Dudelskirche in Waschleithe

### Museen
- Schauanlage „Heimatecke“ in Waschleithe
- Schaubergwerk Herkules-Frisch-Glück Waschleithe
- Sächsisches Rot-Kreuz-Museum Beierfeld[8]
- Multimediale Kulturlandschaft im König-Albert-Turm

### Musik
- Original Grünhainer Jagdhornbläser

### Bauwerke
- Reste des Zisterzienserklosters Grünhain
- Ruine der Kirche Sankt Oswald („Dudelskirche“) in Waschleithe
- Peter-Pauls-Kirche und Christuskirche in Beierfeld
- Stadtkirche St. Nicolai in Grünhain von Johann Traugott Lohse
- König-Albert-Turm auf dem Spiegelwald
- Kursächsische Distanzsäule vom Markt und königlich-sächsischer Stationsstein an der Zwönitzer Straße in Grünhain

### Parks
- Natur- und Wildpark Waschleithe
- Sport- und Freizeitpark Grünhain

### Naturschutz
- Siehe auch: Liste der Naturdenkmale in Grünhain-Beierfeld

### Sport
- Naturbad Grünhain
- Spiegelwaldhalle, eine Mehrzwecksporthalle mit 400 Sitz- und 100 Stehplätzen für Schul- und Vereinssport sowie Veranstaltungen

### Regelmäßige Veranstaltungen
- Klosterfestspiele in Grünhain
- Löffelmacherfest in Beierfeld
- Harzerfest in Waschleithe

(die drei Veranstaltungen finden im jährlichen Wechsel statt)

## Wirtschaft und Infrastruktur

### Verkehr
Grünhain-Beierfeld ist nicht durch eine Bundesstraße an den überörtlichen Verkehr angebunden. Die wichtigste Verbindung ist die Staatsstraße 270, die die Stadt mit der nahen Bundesstraße 101 in Schwarzenberg und der Staatsstraße 258, einem Autobahnzubringer der A 72, in Zwönitz verbindet.
Die Bahnstrecke Zwönitz–Scheibenberg, an der sowohl Beierfeld als auch Grünhain einen Bahnhof hatten, wurde 1947 als Reparationsleistung demontiert. Personenverkehr findet noch im nahegelegenen Bahnhof Schwarzenberg (Erzgeb) statt, der stündlich von der Erzgebirgsbahn (RB95 Zwickau–Aue–Schwarzenberg–Johanngeorgenstadt) bedient wird. Grünhain-Beierfeld liegt im Verkehrsverbund Mittelsachsen.

### Bildung
- eine zweizügige Grundschule

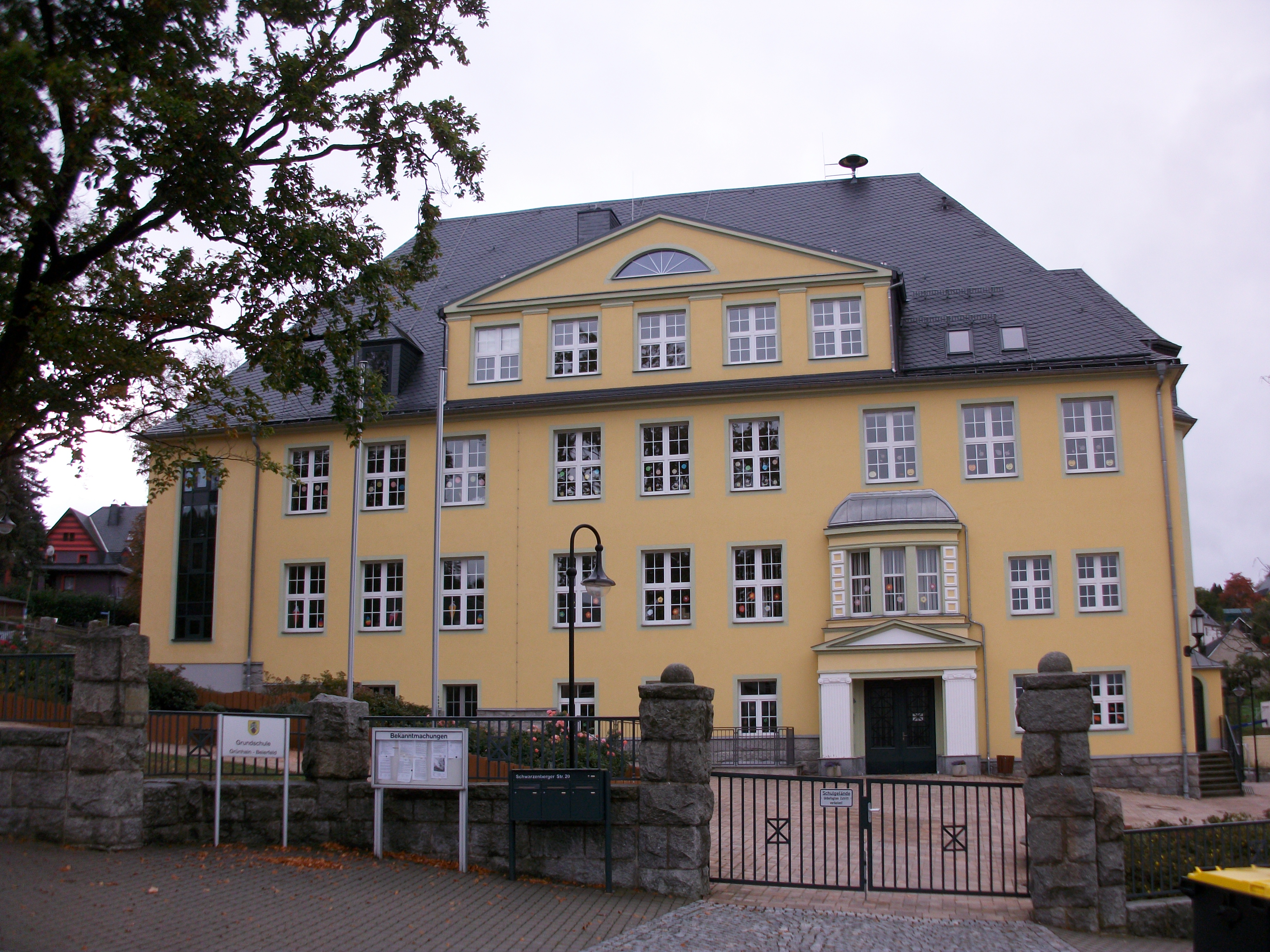
Grundschule Grünhain-Beierfeld in Grünhain

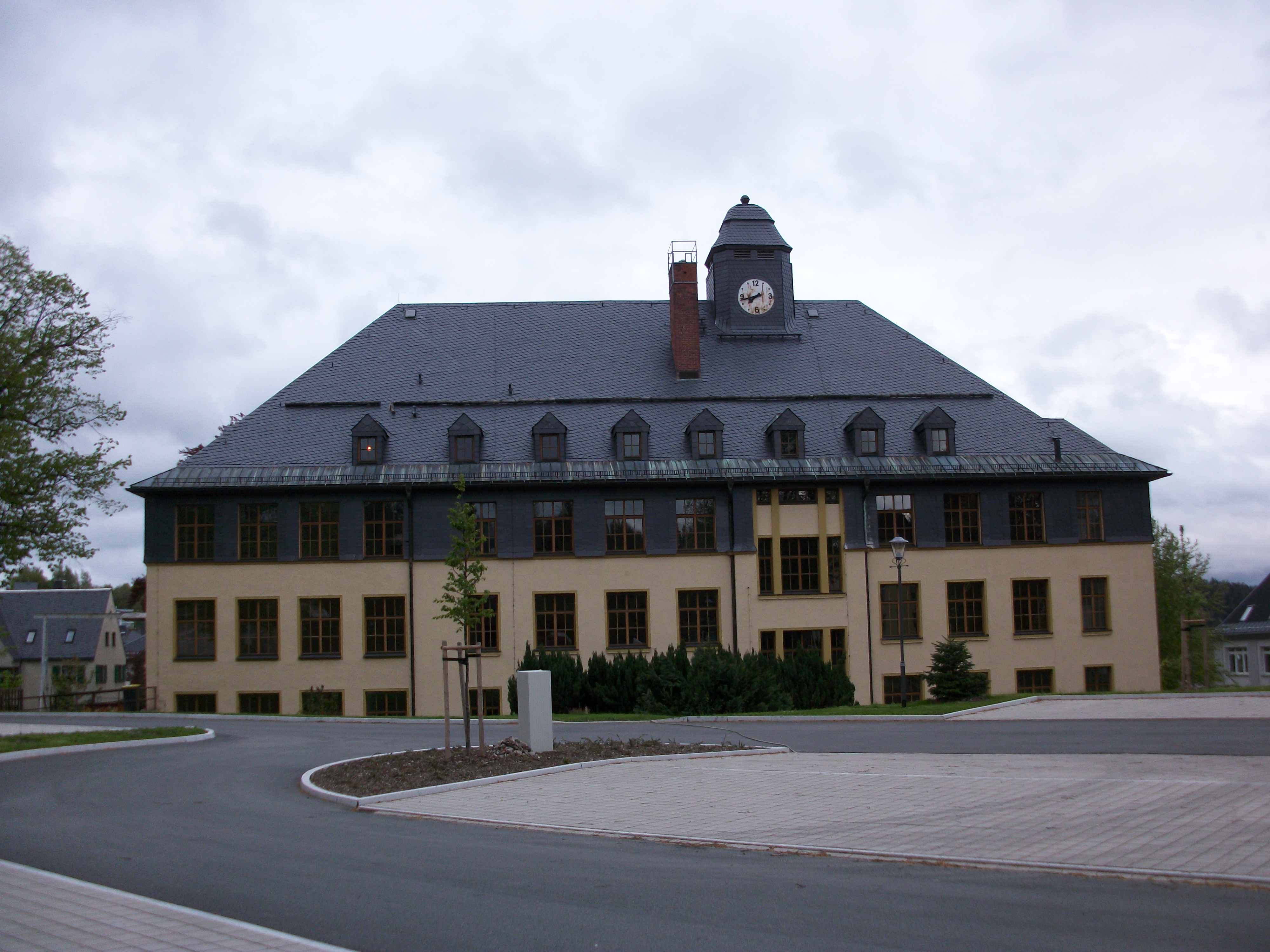
Oberschule Grünhain-Beierfeld in Beierfeld

- eine zweizügige Oberschule mit Technikzentrum

## Persönlichkeiten

### Ehrenbürger
- Ernst Nier (1936)
- Werner Turck (1932–2015), Unternehmer (verliehen im September 2012)[9]

### Söhne und Töchter der Stadt

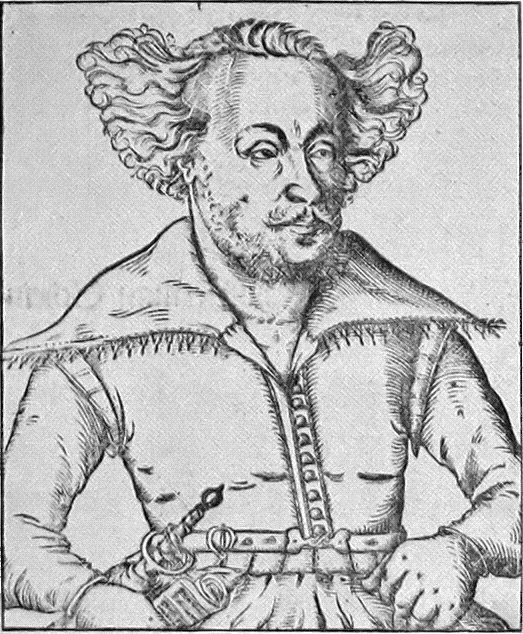
Johann Hermann Schein

- Johann Hermann Schein (1586–1630), Thomaskantor, geboren in Grünhain
- Christian Gotthilf Tag (1735–1811), Kantor und Komponist in Hohenstein-Ernstthal, geboren in Beierfeld
- Moritz Heinrich Rosenhauer (1803–1888), evangelischer Pfarrer und Politiker, geboren in Grünhain
- Gustav Adolf Vodel (1831–1908), Jurist und Politiker, MdL, geboren in Grünhain
- August Friedrich Viehweger (1836–1919), Architekt, geboren in Grünhain
- Hermann Viehweger (1846–1922), Architekt, geboren in Grünhain
- Fritz Körner (1873–1930), Mundartdichter des Erzgebirges, geboren in Waschleithe, gestorben in Beierfeld
- Ernst Stuck (1893–1974), Zahnarzt, Reichszahnärzteführer, geboren in Grünhain
- Liselotte Pieser (1917–1998), Volkswirtin und Politikerin (CDU), MdB, geboren in Beierfeld
- Heinz Glaser (* 1926), Fußballspieler, geboren in Beierfeld
- Wolfgang Kießling (1929–1999), Historiker, geboren in Beierfeld
- Rolf Winkler (1930–2001), Bildhauer und Grafiker, geboren in Grünhain
- Dagmar Meyer (1931–2021), Mundartsprecherin und -autorin, geboren in Grünhain
- Kurt Steinbach (* 1922), Fußballtorwart, geboren in Grünhain
- Hermann Golle (* 1934), Ingenieur für Maschinenbau und Flugzeugtechnik, geboren in Beierfeld
- Rolf Böttcher (1935–2019), 1984 bis 1996 Präsident des Landessynode der Evangelisch-Lutherischen Landeskirche Sachsens
- Hans-Dieter Hofmann (1947–2019), Präsident des Evangelisch-Lutherischen Landeskirchenamtes Sachsen, geboren in Beierfeld
- Stephan Malzdorf (1948–2023), ehemaliger Kruzianer, Sänger, Volksmusiker und Hörfunkmoderator, geboren in Beierfeld
- Eva-Maria Wernicke-Wehling (* 1953), Rennrodlerin, geboren in Beierfeld

### Personen, die mit der Stadt in Verbindung stehen
- Kunz von Kauffungen (um 1410–1455), Initiator des Altenburger Prinzenraubes, wurde bei Waschleithe gefangen genommen
- Johann Gabriel Löbel (1635–1696), Glashüttenbesitzer und Hammerherr, starb in Grünhain
- Jacob Oertel († 1762), Orgelbauer
- Christian Gottlob Steinmüller (1792–1864), Orgelbaumeister
- Gustav Wilhelm Theodor Spindler (1859–1928), Vertreter naturnaher Forstwirtschaft im Erzgebirge, war Förster in Grünhain
- Paul Korb (1904–2002), KPD- und SED-Funktionär, arbeitete zeitweilig als Stanzer in Beierfeld
- Thomas Köhler (* 1940), Doppelolympiasieger im Rennrodeln, lebte zeitweilig in Beierfeld
- Ortrun Enderlein (* 1943), Rennrodlerin, arbeitete im Meßgerätewerk Beierfeld
- Hanna Roßner (1943–2012), Mundartsprecherin und -autorin
- Florian Stölzel (* 1994), Musiker und Fernsehmoderator

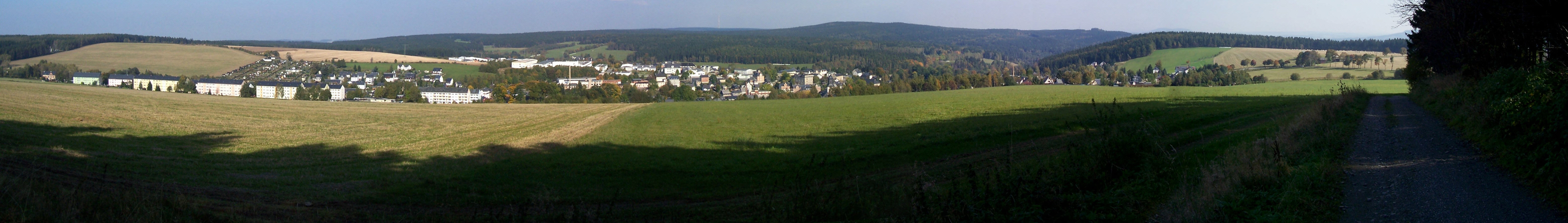
Blick vom Spiegelwald auf den Ortsteil Grünhain (im Hintergrund der Schatzenstein)

## Belege
1. ↑  Bevölkerung der Gemeinden Sachsens am 31. Dezember 2023 – Fortschreibung des Bevölkerungsstandes auf Basis des Zensus vom 15. Mai 2022 (Gebietsstand 01.01.2023). Statistisches Landesamt des Freistaates Sachsen, abgerufen am 11. Februar 2025. (Hilfe dazu).
2. ↑  StBA: Änderungen bei den Gemeinden Deutschlands, siehe 2005
3. ↑  StBA: Änderungen bei den Gemeinden Deutschlands, siehe 1999.
4. ↑  Referat Kommunikation und Öffentlichkeitsarbeit: Wahlergebnisse - Wahlen - sachsen.de. Abgerufen am 9. November 2024.
5. ↑  Referat Kommunikation und Öffentlichkeitsarbeit: Wahlergebnisse - Wahlen - sachsen.de. Abgerufen am 9. November 2024.
6. ↑  Referat Kommunikation und Öffentlichkeitsarbeit: Wahlergebnisse - Wahlen - sachsen.de. Abgerufen am 9. November 2024.
7. ↑  Website Stadt Grünhain-Beierfeld, abgerufen am 13. Mai 2018
8. ↑  Eckart Roloff und Karin Henke-Wendt: Retten auf erzgebirgisch. (Das Sächsische Rot-Kreuz-Museum) In: Besuchen Sie Ihren Arzt oder Apotheker. Eine Tour durch Deutschlands Museen für Medizin und Pharmazie. Band 1, Norddeutschland. Verlag S. Hirzel, Stuttgart 2015, S. 204–205, ISBN 978-3-7776-2510-2.
9. ↑  Grünhain-Beierfeld: Werner Turck erhält Ehrenbürgerwürde, abgerufen am 5. September 2012.